# Kristian Lundin
Kristian Lundin (* 7. Mai 1973 in Schweden) ist ein Produzent und Komponist von Popmusik.
Lundin begann seine Karriere als Teil des schwedischen Duos Amadin, für das er Musik im Europop-Stil schrieb und produzierte. Denniz PoP, Gründer der Stockholmer Cheiron-Studios, erkannte sein Talent und engagierte ihn 1993 für die Produktion der Alben für Dr. Alban und Leila K., die damit internationale Erfolge feiern konnten.
Den wirklichen Durchbruch hatte er mit dem Song „Quit Playing Games (with My Heart)“, den er zusammen mit Max Martin für die Backstreet Boys produzierte. Ebenfalls mit Martin schrieb und produzierte er „Tearin’ Up My Heart“ für *NSYNC, die mit dem Song weltweit in die Charts kamen.
Nach dem frühen Tod seines Mentors Denniz PoP, setzte Lundin seine Arbeit mit den anderen Produzenten und Komponisten des Cheiron-Teams fort: Ob „Born to Make You Happy“ (Britney Spears), „Larger Than Life“ (Backstreet Boys) oder "I’m Alive", "That’s the Way It Is" oder "Eyes on Me" (Céline Dion) - Lundin schuf einen Hit nach dem anderen.
Den vorläufigen Höhepunkt seiner Karriere erreichte er 1999. In diesem Jahr bekam er zusammen mit Max Martin eine Grammy-Nominierung für die Produktion von I Want It That Way. Gleichzeitig erschienen mit den Alben der Backstreet Boys (Millennium) und Britney Spears (...Baby One More Time) zwei Longplayer, an denen er mitgewirkt hatte und die sich bis heute zusammen über 40 Millionen Mal verkauften.
Im darauffolgenden Jahr war Lundin für die Produktion von Bye Bye Bye für *NSYNC erneut für den Grammy nominiert. Dazu kamen vier American Diamond Awards und 2002 ein Preis des schwedischen Musikverbandes SKAP.
Nachdem sich Max Martin Ende 2000 dazu entschlossen hatte, das Studio zu schließen, übernahm er im Januar 2001 zusammen mit Andreas Carlsson und Jake Schulze, zwei ehemaligen Mitgliedern des Cheiron-Teams, das Cheiron-Studio und gründete dort „The Location“, eine Produktionsgesellschaft mit Musikverlag (Location Songs).
In den folgenden Jahren erschienen weitere Produktionen von ihm u. a. für Ana Johnsson, Lindsay Lohan und Westlife.